# دوري سان مارينو 1996–97
دوري سان مارينو 1996–97 (بالإيطالية: Campionato Dilettanti 1996-1997)‏ هو الموسم 12 من  دوري سان مارينو. أشرف على تنظيمه اتحاد سان مارينو لكرة القدم، وكان عدد الأندية المشاركة فيه  16، وفاز فيه فولغوري فالتشانو.